# Кентерберийский собор
Кафедральный и городской собор Иисуса Христа в Кентербери (англ. Cathedral and Metropolitical Church of Christ at Canterbury), также просто Кентерберийский собор (англ. Canterbury Cathedral) — одна из старейших и известнейших христианских церквей в Англии, часть объекта Всемирного наследия ЮНЕСКО. Архиепископ Кентерберийский, чья кафедра располагается в соборе, — второе лицо после монарха в Поместной Церкви Англии и primus inter pares всемирного Англиканского Сообщества.
Первая церковь заложена на этом месте в 597 году, здание полностью перестроено в 1070—1077 годах, в XII веке его восточная половина значительно расширена в связи с наплывом паломников к могиле Томаса Бекета, архиепископа Кентерберийского, убитого у алтаря в соборе в 1170 году. После пожара 1174 года постройка хора шла в готическом стиле. Нормандские неф и трансепт достояли до конца XIV века, когда были разобраны в пользу новых готических конструкций.
До реформации церковь была не только епископской, но и монастырской, принадлежа к бенедиктинскому аббатству Церкви Христовой в Кентербери.

## История

### Англосаксонский период

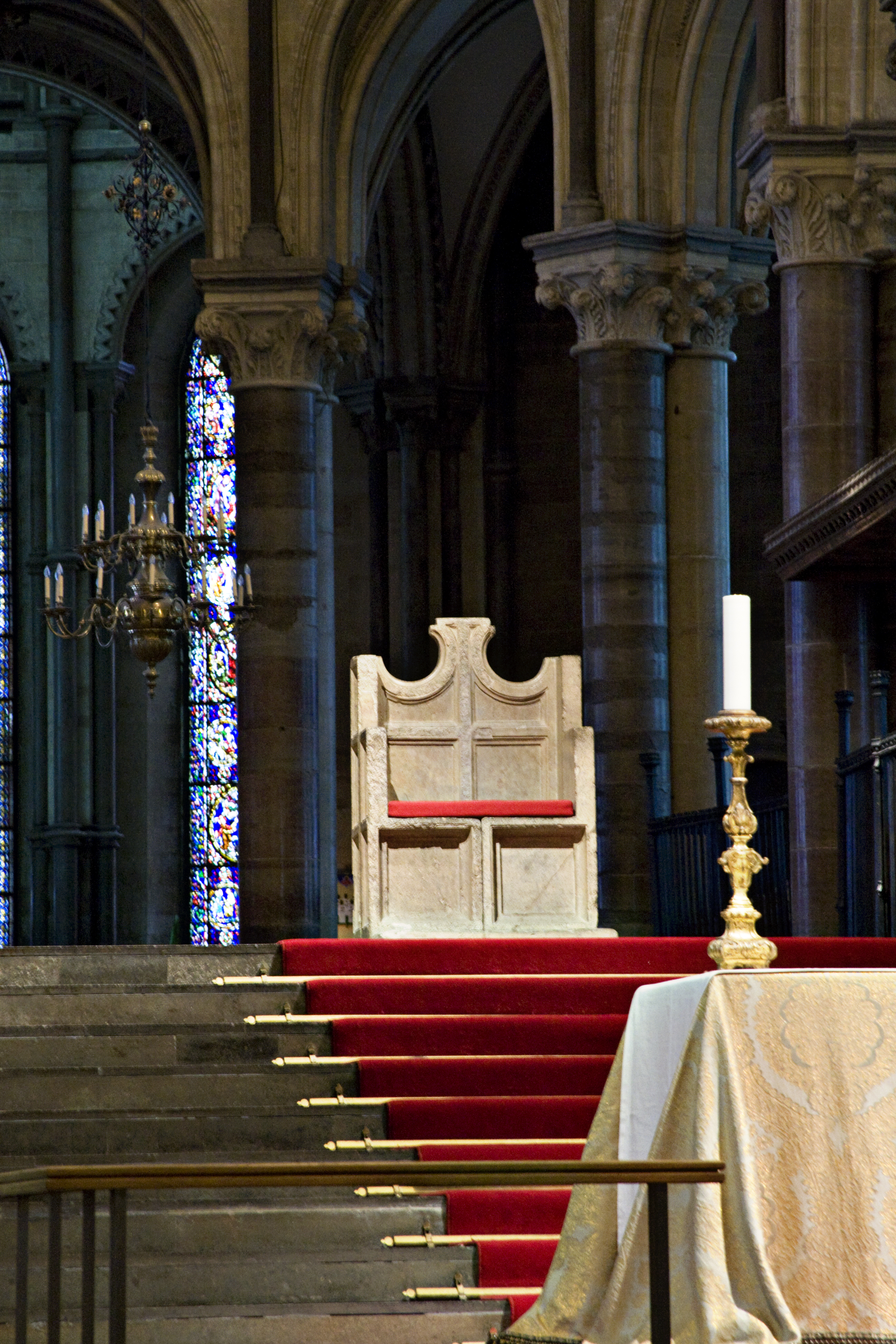
Архиепископский трон

Первым епископом был Августин Кентерберийский, аббат бенедиктинского монастыря святого Андрея в Риме, посланный папой Григорием I в 596 году миссионером к англосаксам; он основал церковь в 597 году и освятил её во имя Иисуса Христа; с появлением в Англии других диоцезов, он стал архиепископом.
Также Августин основал аббатство святых Петра и Павла за городскими стенами, которое впоследствии было посвящено ему самому. Много столетий аббатство служило усыпальницей архиепископов, ныне оно входит в объект всемирного наследия «Кентербери» вместе со своим главным храмом и древнейшей в стране церковью св. Мартина.
Беда Достопочтенный утверждает, что Августин воспользовался более ранней церковью римской эпохи, но при раскопках 1993 года в нефе собора не было обнаружено ничего древнее англосаксонского фундамента, построенного прямо поперёк римской дороги. Раскопки показали, что исходно церковь состояла из нефа, возможно, с нартексом, и двух капелл с южной и северной сторон. Небольшие вспомогательные здания были открыты юго-западнее этих фундаментов. В течение IX или X веков первую церковь заменило более крупное здание (161×75 футов, то есть 49×23 м), вероятно, с квадратной башней посередине. Хронист Эдмер в XI веке пишет, что он видел англосаксонскую церковь в детстве, и она похожа на собор святого Петра в Риме, то есть, это была базилика с апсидой в восточном конце.
При Дунстане, занимавшем архиепископский трон с 960 по 988 годы, добавилось бенедиктинское аббатство Христа, но формально монастырь был учреждён лишь около 997 года. Дунстан был похоронен по южную сторону от алтаря (справа, если смотреть из нефа).
Собор сильно пострадал в ходе набега датчан в 1011 году. Архиепископ Альфедж был ими захвачен в плен и убит в Гринвиче 19 апреля 1012 года. Он стал первым из пяти архиепископов-мучеников. После этого, вероятно, во времена Ливинга (1013—1020) или Этельнота (1020—1038) к собору была добавлена западная апсида во имя св. Марии. Раскопки 1993 года показали, что эта апсида была многоугольная в плане, фланкирована шестигранными башнями, образуя таким образом вестверк. В ней находился архиепископский трон. Одновременно со строительством вестверка восточные конструкции церкви были укреплены, и возведены башни.

### Нормандский период
Церковь погибла в пожаре в 1067 году, через год после завоевания. Строительство в 1070 году начал первый нормандский епископ Ланфранк (1070—1077). Он перестроил церковь по образцу Сент-Этьенн в Кане, где был дотоле аббатом, камень для строительства также был завезён из Франции. Центральная ось новой церкви оказалась в пяти метрах южнее старой, план её крестообразный, трёхнефный, главный неф имел девять пролётов, трансепт однонефный с капеллами в апсидах, хоры короткие с тремя апсидами в конце, над средокрестием невысокая башня, на западном фасаде — ещё две. Освящена в 1077.

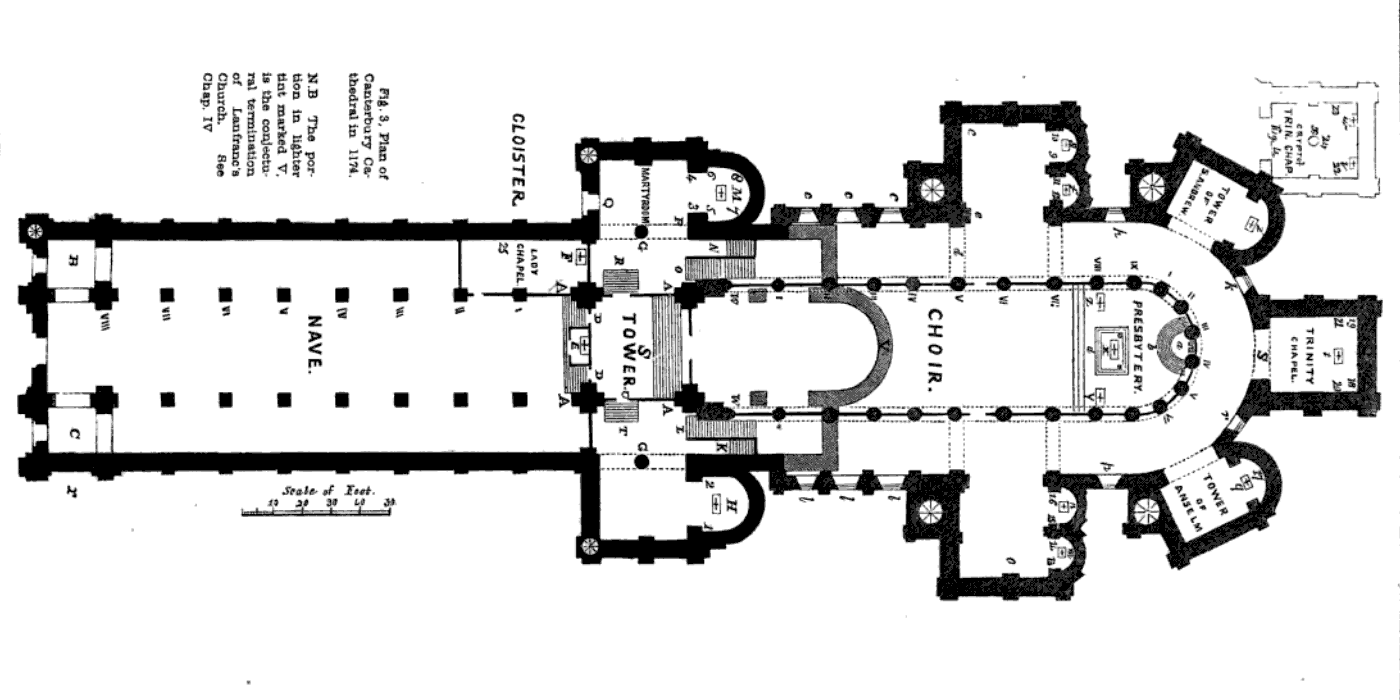
Номандская церковь после пристроек Эрнульфа и Конрада.

Преемник Ланфранка Ансельм, которого изгоняли из Англии дважды, оставил работы по церкви на попечении приоров. Приор Эрнульф (1040—1124), избранный в 1096 году, будучи архитектором, разобрал коротенькие хоры и заменил их полноценными длиной 198 футов (60 м), удвоив таким образом длину всей церкви. Хоры воздвигнуты над большой и богатой украшенной криптой. Работы Эрнульфа завершил в 1126 году его преемник Конрад (с 1107). Новые хоры были сами по себе церковью, с собственным трансептом и тремя капеллами, открывавшимися в полукруглую обходную галерею на восточном конце. В 1160 году на холмике близ церкви была воздвигнута отдельно стоящая колокольня.
Интерьер хора был богато украшен. «Ничего подобного не видано в Англии ни свету, льющемуся из его окон, ни блеску мраморных полов, ни многоцветных картин, ведущих взор к богато украшенному потолку», — писал Вильям Мальмсберийский.
Трон Святого Августина, хотя и считается принадлежавшим ему самому, значительно младше VI века и датируется, вероятно, нормандским периодом. Первая запись о нём относится даже к 1205 году.

### Плантагенеты

#### Убийство Томаса Бекета

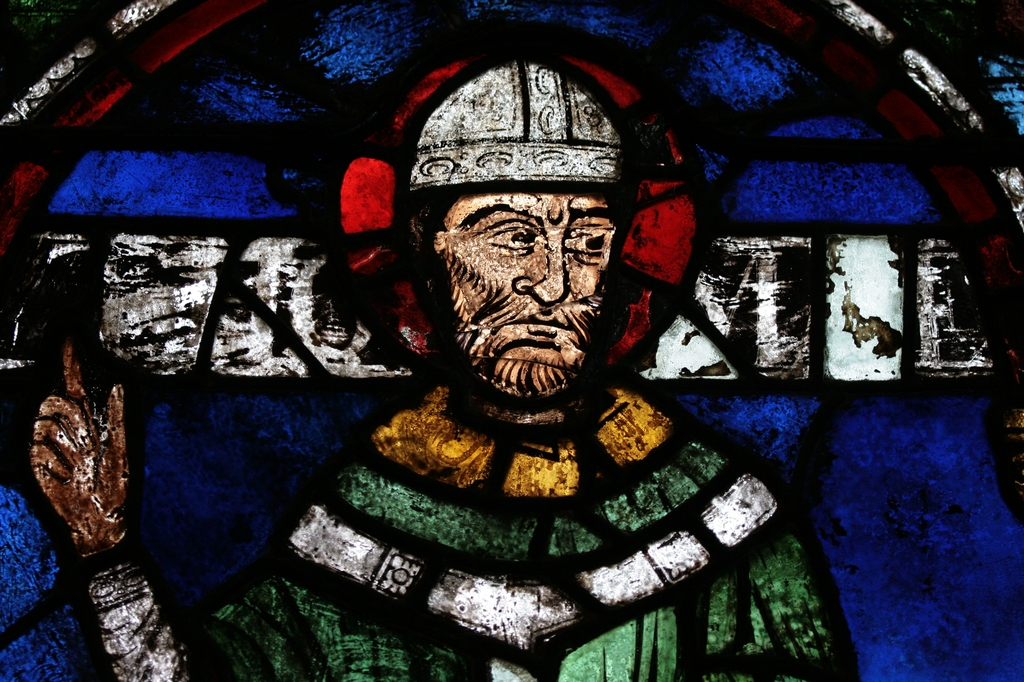
Томас Бекет. Витраж

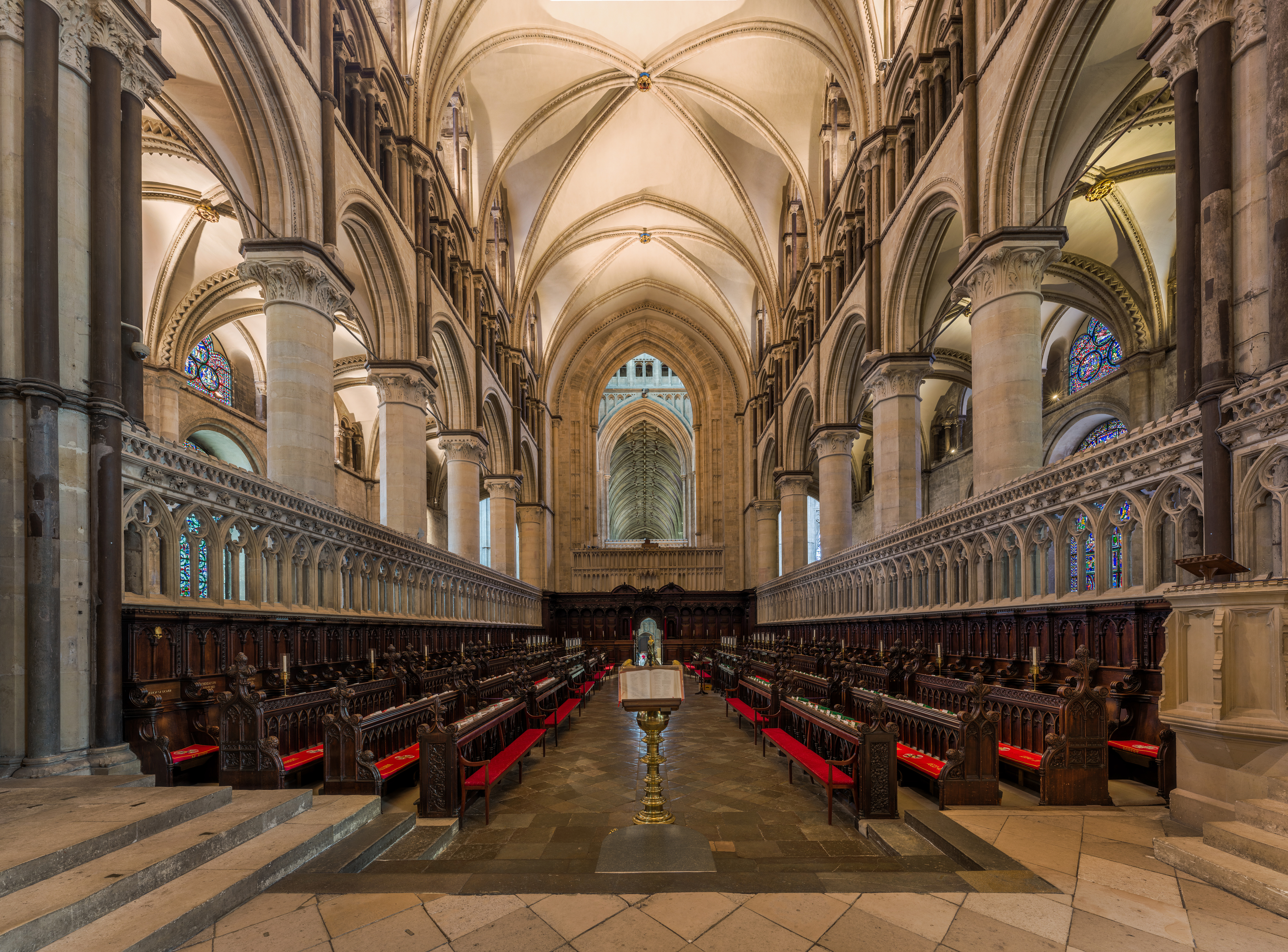
Хоры в XII веке. Реконструкция

Поворотным моментом в истории храма стало убийство архиепископа Томаса Бекета в северо-западном трансепте 29 декабря 1170 года рыцарями Генриха II. Между королём и своевольным архиепископом часто возникали конфликты, и говорят, что однажды Генрих в гневе воскликнул: «Неужели никто не избавит меня от этого мятежного попа?» Четверо рыцарей поняли эти слова слишком буквально. Бекет стал вторым после убитого викингами Альфеджа архиепископом-мучеником.
Посмертное почитание Бекета превратило храм в место паломничества, что повлекло и богатые дары со стороны пилигримов, и необходимость расширять и увеличивать церковь.

#### Перестройка хора

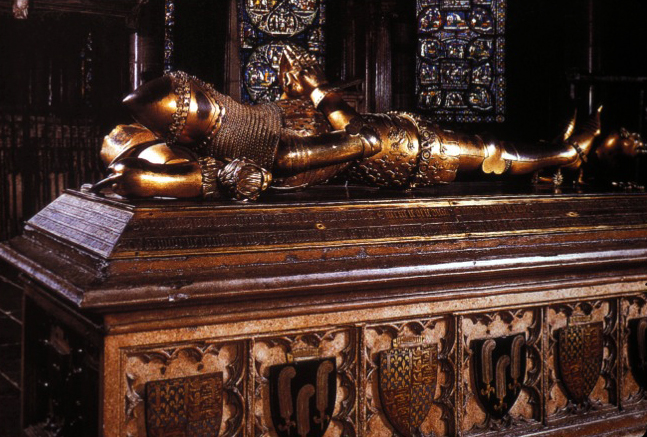
Могила Чёрного принца

В сентябре 1174 хоры пострадали от пожара, что привело к необходимости их реконструировать, а процесс перестройки был подробно описан монахом Гервасием Кентерберийским. Крипта от пожара не пострадала, внешние стены сочли достаточно прочными, чтобы не только сохранить их, но и надстроить на 12 футов (3,7 м), при этом полуциркульные окна оставили прежними. Всё остальное было заменено новыми конструкциями в готическом стиле, со стрельчатыми арками, рёберными сводами и аркбутанами. Для строительства воспользовались снова канским известняком, для отделки — пурбекским мрамором. Хоры вступили в строй к 1180 году, и в них были перемещены из крипты останки Дунстана и Альфеджа.
Руководил работами француз Гийом из Санса, а после того, как он погиб при обрушении лесов в 1179, его помощник «Вильгельм Англичанин».

#### Капелла Троицы и усыпальница Бекета

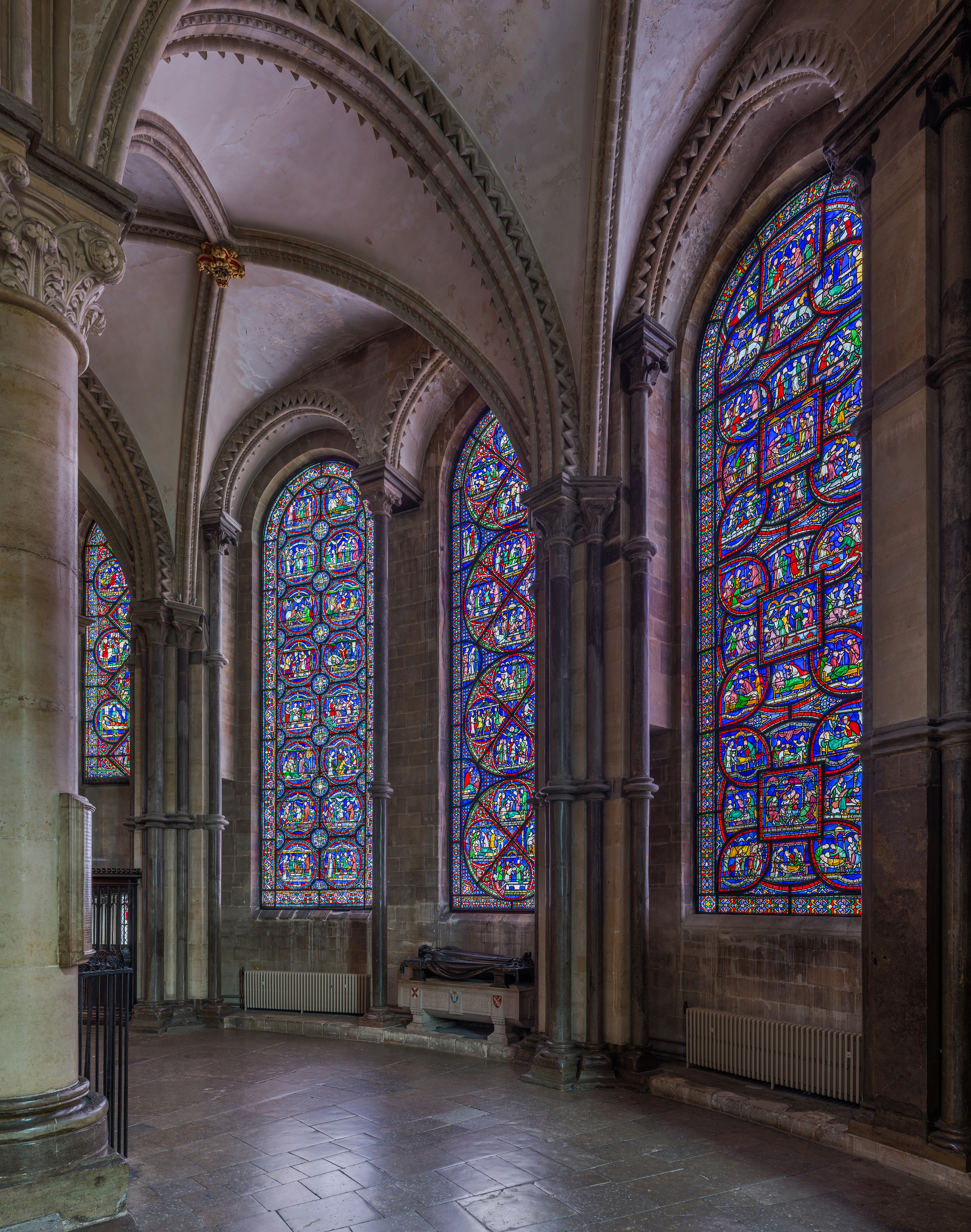
Витражи капеллы Троицы

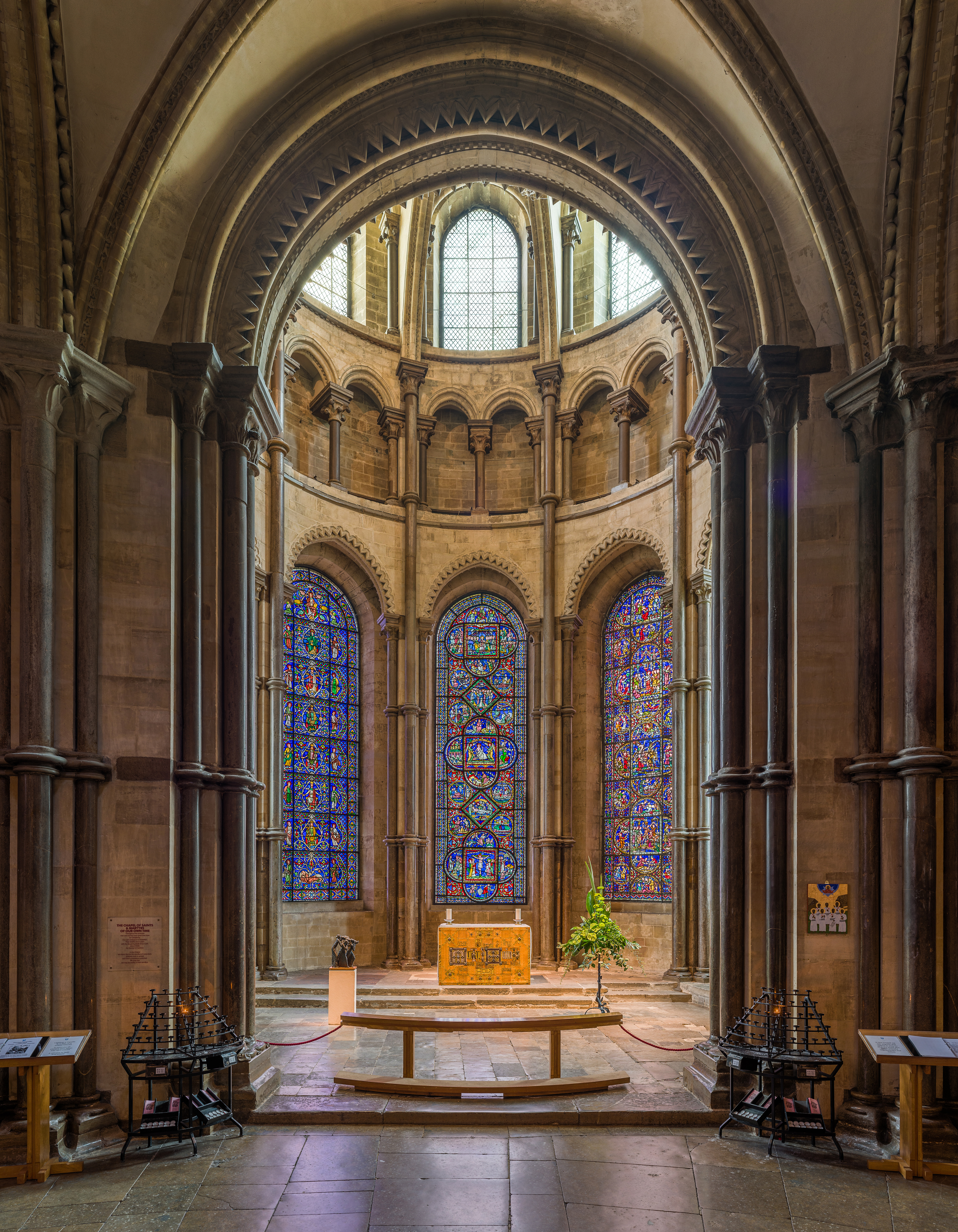
«Бекетова корона», восточная оконечность церкви

В 1180—1184 годах на месте прежней восточной капеллы построена капелла Троицы для погребения Томаса Бекета. Это довольно большое помещение с обходной галереей. Ещё одна круглая капелла была добавлена для других связанных с Бекетом реликвий, в частности, верхушки его черепа, отсечённой при убийстве. Эта капелла называется «Корона» или «Бекетова корона». Из-за того, что эти капеллы возведены на более высокой крипте, к ним ведут ступени. Несмотря на то, что капелла завершена в 1184, останки Бекета не были перезахоронены до 1220 года. Также в капелле Троицы захоронены Эдуард Плантагенет («Чёрный принц») и Генрих IV.
Погребение Бекета в капелле Троицы находилось непосредственно над его первой могилой в крипте. Поднятый на колонны мраморный постамент нёс «гроб дивный из золота и серебра, чудесно украшенный драгоценными камнями», как пишет Уолтер из Ковентри, современник. По другим рассказам очевидно, что это был деревянный позолоченный саркофаг с окованным железом ковчегом для останков. Дары святому год за годом украшали его саркофаг, помещались вокруг или навешивались на драпировки. Обычно саркофаг скрывался под деревянным кожухом, который, когда собиралось достаточно паломников, с большой помпой поднимали на верёвках. Голландский гуманист Эразм Дезидерий, посетивший собор между 1512 и 1514, писал, что после снятия кожуха «приор… указывал на каждый камень, называя его по-французски, объявляя цену и имя дарителя; самые ценные были от принцев королевской крови».
Доходы с паломников (портреты которых так живо описал Чосер в Кентерберийских рассказах), стремившихся к мощам Бекета за исцелением, финансировали бо́льшую часть перестроек и переделок в соборе. В 1538 году Генрих VIII вызвал покойного святого на суд по обвинению в предательстве. По неявке он был признан виновным, и имущество его было конфисковано, а усыпальница упразднена.

#### Монастырские постройки

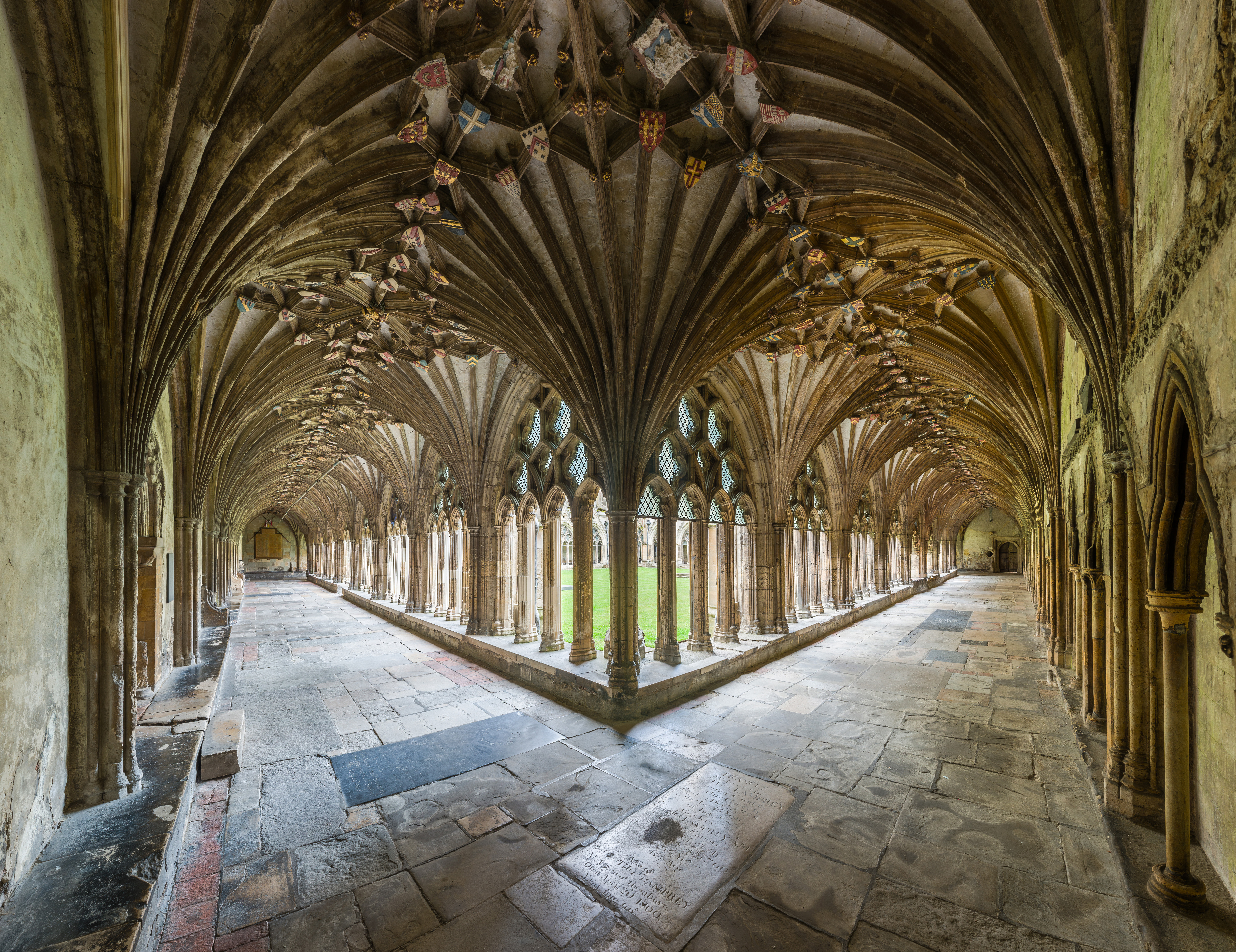
Клуатр

Вид с высоты на собор и монастырские постройки вокруг, зарисованный около 1165 года, известный как «waterworks plan», сохраняется в Эдвиновой Псалтыри в библиотеке Тринити-колледжа (Кембридж). По нему видно, что в целом Кентербери построен по образцу бенедиктинских монастырей за тем лишь исключением, что здания располагаются к северу от церкви, а не к югу, как обычно. Отдельная капитулярная зала, сохранившаяся поныне, считается крупнейшей в Англии, и витражи её изображают сцены из истории Кентербери.

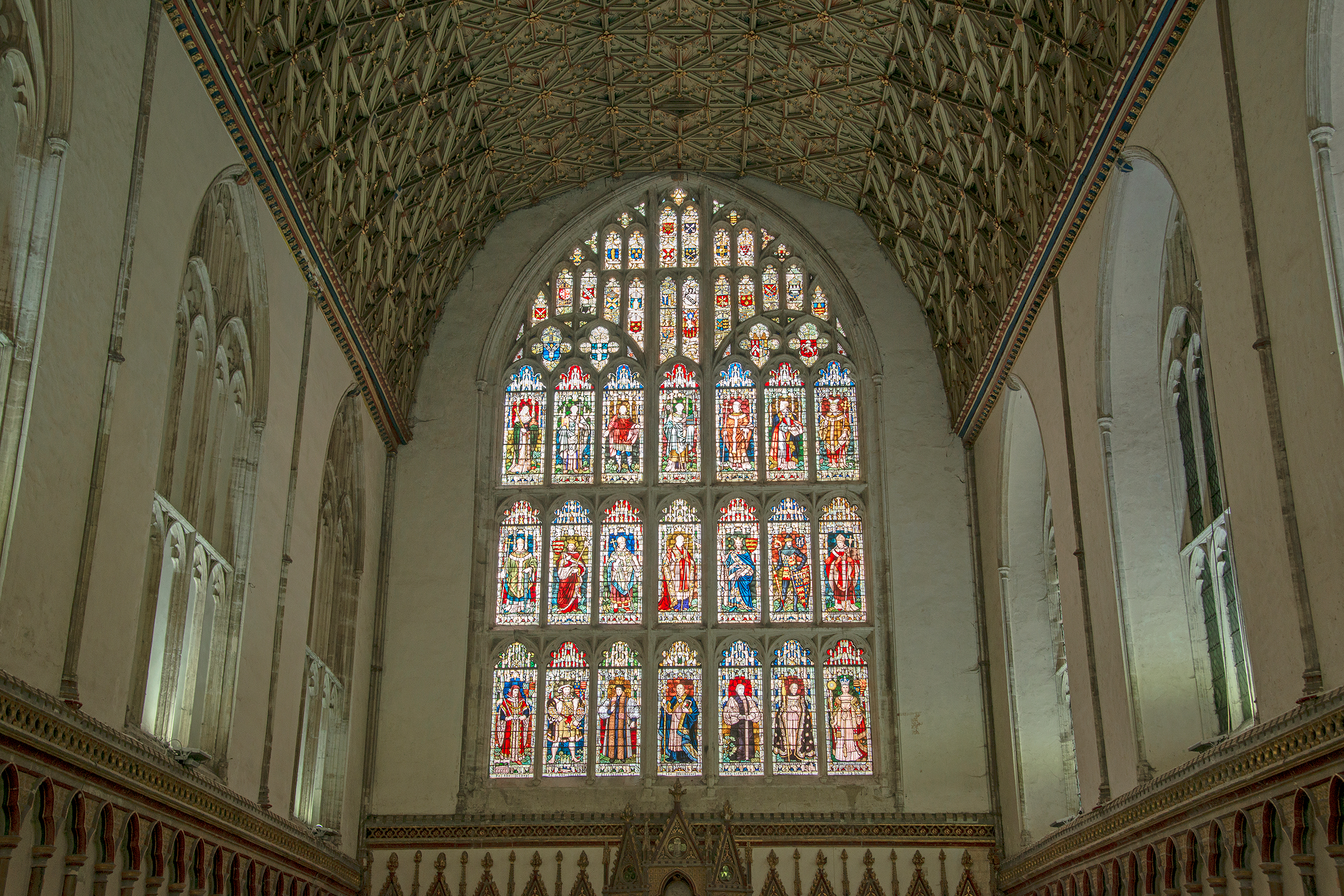
Витраж в капитулярной зале

Примыкая к церкви с северной стороны, располагается клуатр и другие здания для братии, восточнее и западнее этой группы — госпитали для паломников. Ещё севернее большой открытый двор отделяет монастырские постройки от хозяйственных — конюшен, амбаров, винодельни, пивоварни, пекарни и прачечной, где трудились слуги. На наибольшем возможном удалении от церкви расположен альмонарий.

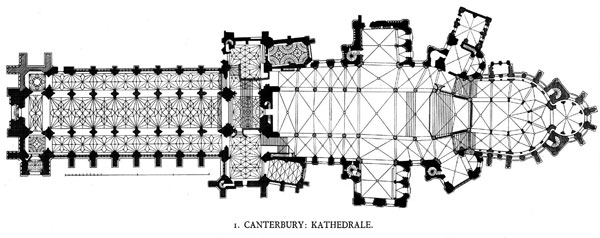
План собора, показывающей сложное плетение рёбер сводов перпендикулярной готики в нефе и трансептах

Монастырские здания располагаются вокруг двух клуатров. Большой связан непосредственно с ежедневными делами монахов, его замыкают церковь, трапезная, как всегда, напротив, дормиторий над сводчатой кладовой с востока и помещения келаря с западной стороны. Проход под дормиторием ведёт в меньший клуатр для больных и немощных монахов.
Зала и капелла для немощных к востоку от меньшего клуатра напоминают неф и апсиду полноценной церкви. Позади дормитория, с видом на монастырский огород («гербарий»), располагается «pisalis», или «calefactory», то есть общая комната монахов с очагом. В её северо-восточном углу проход в нужник, выстроенный в норманнском стиле, 145 футов (44 м) длиной, 25 футов (7,6 м) шириной, с 55-ю посадочными местами и проточной водой, по правилам тогдашней гигиены.
Малый дормиторий располагается в направлении восток-запад, вблизи трапезной, но за пределами клуатров — квадратная кухня размером 47 футов (14 м) с пирамидальной крышей, и кухонный двор, а западнее — маслёнка, буфетная и т. п. Отделение для больных и немощных располагало собственной кухней. Напротив двери трапезной в клуатре умывальники, которыми монахи пользовались до и после еды.
Здания странноприимного дома (госпиталя) разделены на три группы. Приорат располагается «на юго-восточной стороне зелёного дворика, близ самого собора, как уместно для церковных чинов и знатных господ». При келаре принимали паломников из среднего класса, близ западного конца нефа, а самых бедных — близ альмонария, у самых ворот.

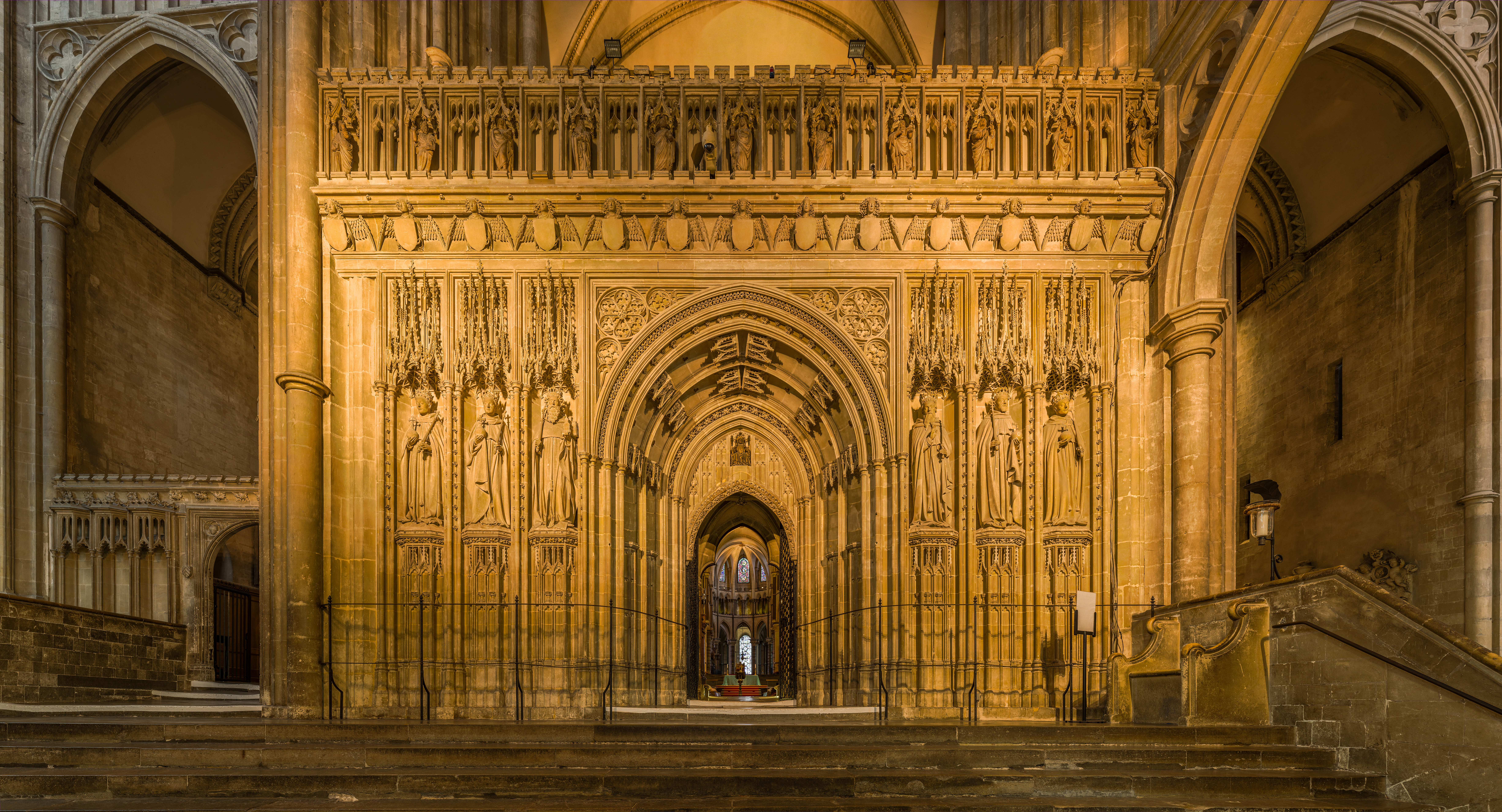
Алтарная преграда

#### XIV и XV века
В начале XIV века приор Эстри воздвиг каменную алтарную преграду и перестроил капитулярную залу, его преемник Оксенден пробил в капелле святого Ансельма большое пятипролётное окно. В 1382 году храм пострадал от землетрясения, колокольня развалилась, и колокола были разбиты.
С конца XIV века шла перестройка нефа и трансептов на норманнском фундаменте, но в стиле перпендикулярной готики под руководством мастера Генри Евеле (ок. 1320—1400) В отличие от происходившей в то же время перестройки собора в Винчестере, где немалая часть конструкций была сохранена и лишь заново отделана, в Кентербери романские устои были полностью разобраны и заменены более тонкими готическими, прежние стены боковых нефов также разобраны донизу, оставив лишь невысокий цоколь с южной стороны. Больше норманнских стен уцелело в трансепте, особенно с восточной стороны, и старые капеллы в апсидах стояли до середины XV века. Новая аркада отличается чрезвычайно смелой пропорцией высоты арок к общей высоте нефа. Своды главного и боковых нефов, как и трансепта, с лиернами. Основная часть работы выполнена в приорат Томаса Чиллендена (1391—1411), он же построил новую алтарную преграду, в которую старая вошла как часть. Нормандские полы нефа уцелели в этой перестройке и просуществовали до 1786 года.

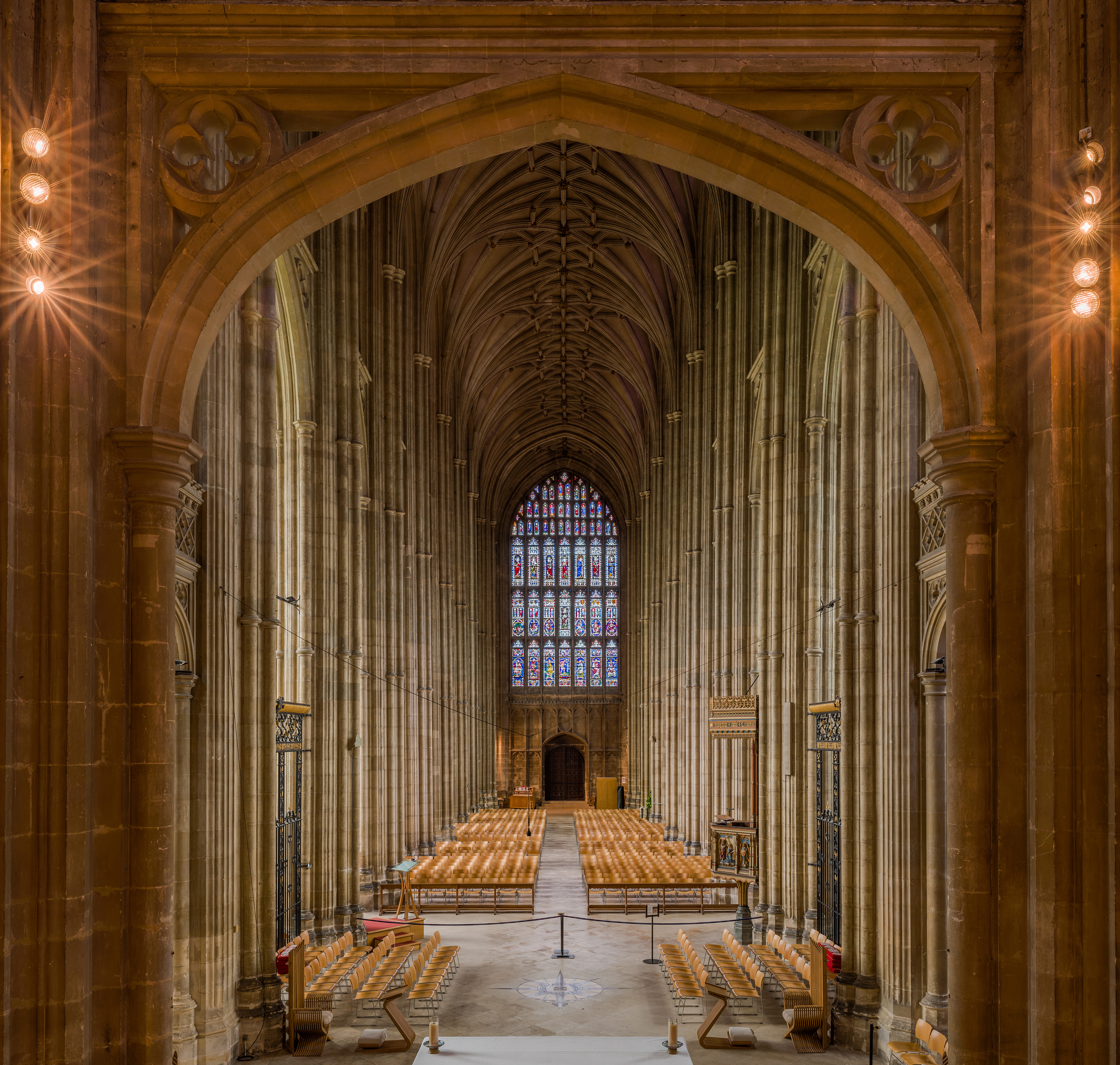
Неф. Перпендикулярный стиль

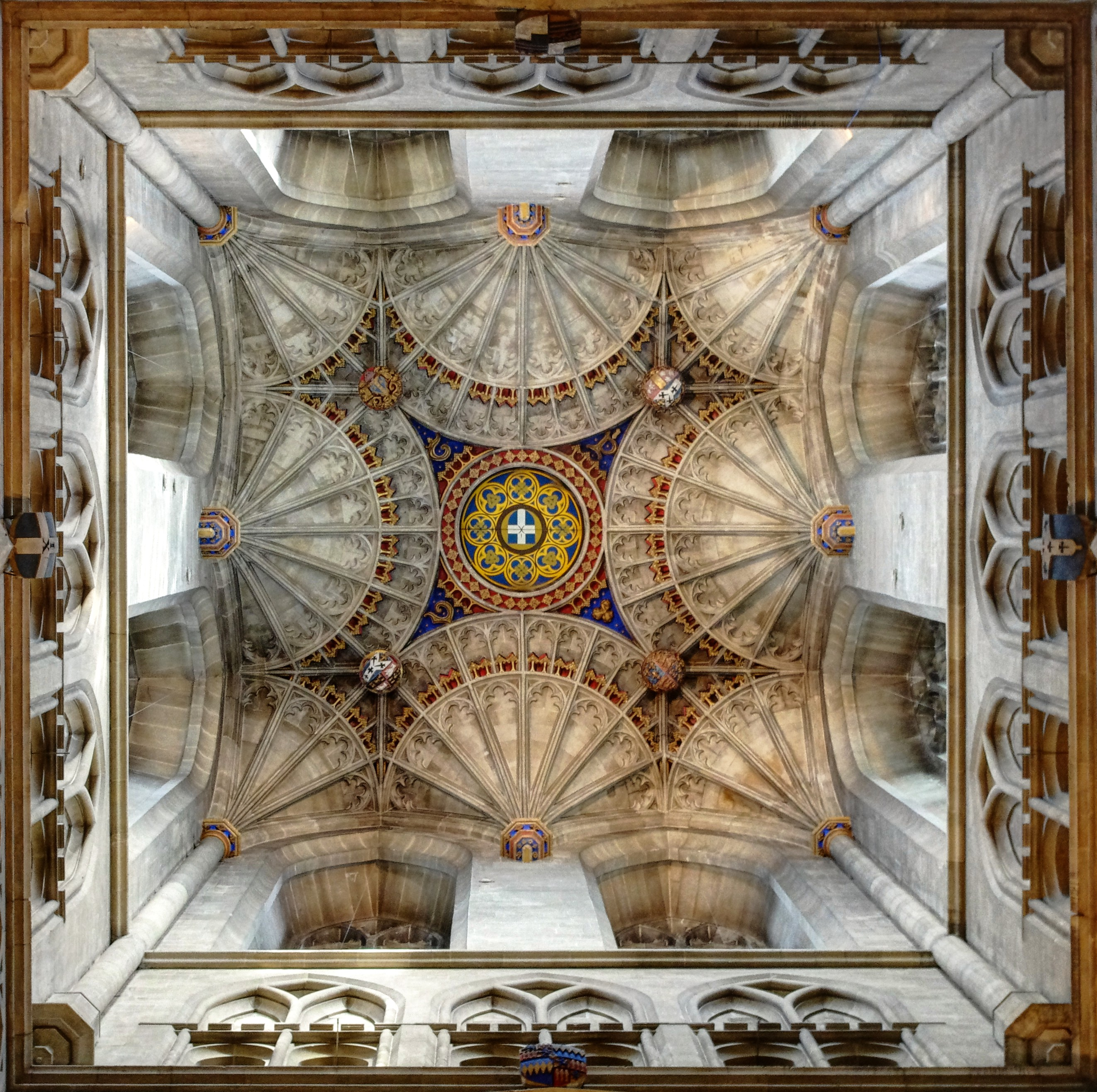
Веерные своды средокрестия

С 1396 года клуатры были отремонтированы под руководством Стефана Лоте, который добавил в своды лиерны, и в это же время созданы своды капитулярной залы.
Недостаток денег привёл к тому, что парные башни долго не были перестроены. Юго-западная простояла до 1458, а северо-западная оставалась нормандской до самого 1834 года, когда была заменена стилизованной под перпендикулярный стиль копией своей пары.
Около 1430 года апсида южного трансепта была разобрана для строительства новой капеллы св. Михаила и всех ангелов на пожертвование леди Маргарет Холланд. Старая капелла северного трансепта заменена новой капеллой Девы в 1448—1455.
Центральная башня высотой 235 футов (72 м) начата в 1433, хотя устои для неё укреплялись ещё в приорат Чиллендена. В начале XVI века возникла необходимость в ещё одном усилении конструкции, когда южная и западная арки башни были подпёрты аркбутанами. На одном из пинаклей башни некоторое время находился позолоченный ангел, отчего и башня называется ангельской.

### Новое время

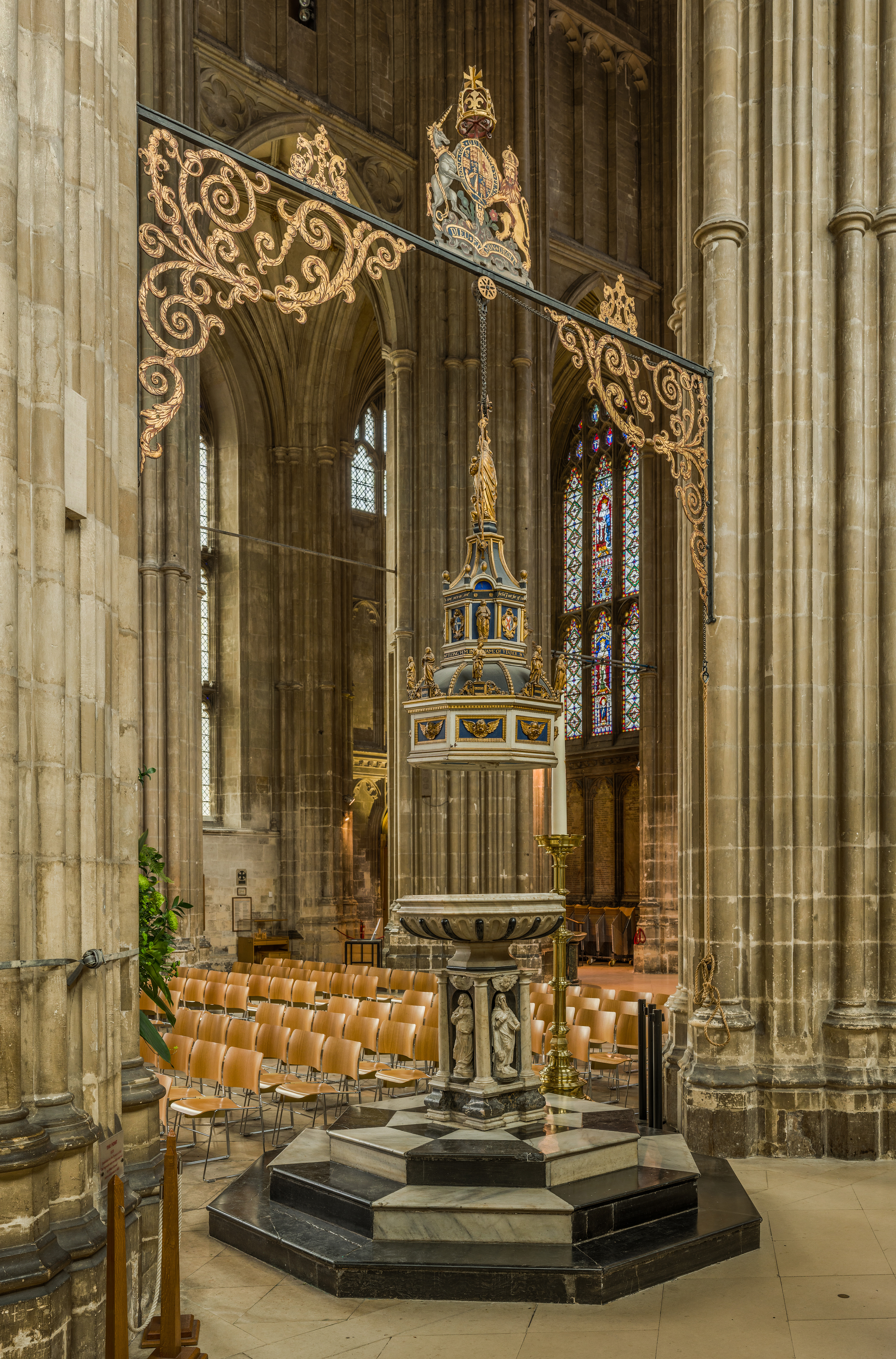
Купель в нефе

Монастырь при соборе прекратил существование вместе с остальными. Кентербери покорился в марте 1539. Мощевик св. Томаса Бекета был конфискован по указу Генриха VIII, а мощи утрачены.
В 1642—1643 годах, в ходе английской революции, храм пострадал от иконоборцев, в том числе утрачена статуя Христа на Христовых вратах, и сами деревянные двери. Статуя восстановлена лишь в 1990, но двери — в 1660 году, а другие реставрационные работы продлились до 1704-го.
В 1688 лондонский столяр Роджер Дэвис заменил в хоре откидные сиденья с мизерикордиями XII века на новые, но в средневековом духе, возможно, копируя старые. Сэр Джордж Гилберт Скотт, реставрируя храм в XIX веке, заменил первые ряды этих сидений на новые по своим чертежам, включавшим копии мебели из Глостера, Вустера и Нового Колледжа в Оксфорде.

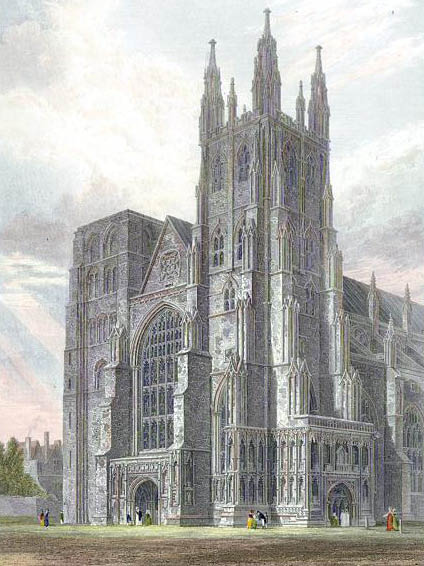
Западный фасад в 1821 году, до разборки нормандской северо-западной башни (раскрашенная гравюра)

Большинство статуй на западном фасаде установлены в 1860-е при реставрации южного портика. Ниши тогда были пусты, и настоятель собора решил, что не худо бы их заполнить. Заказ из 53 статуй выполнил скульптор Теодор Пфайфферс, они изображают людей, повлиявших на судьбу собора и английской церкви: клириков, членов королевской семьи, святых и теологов.

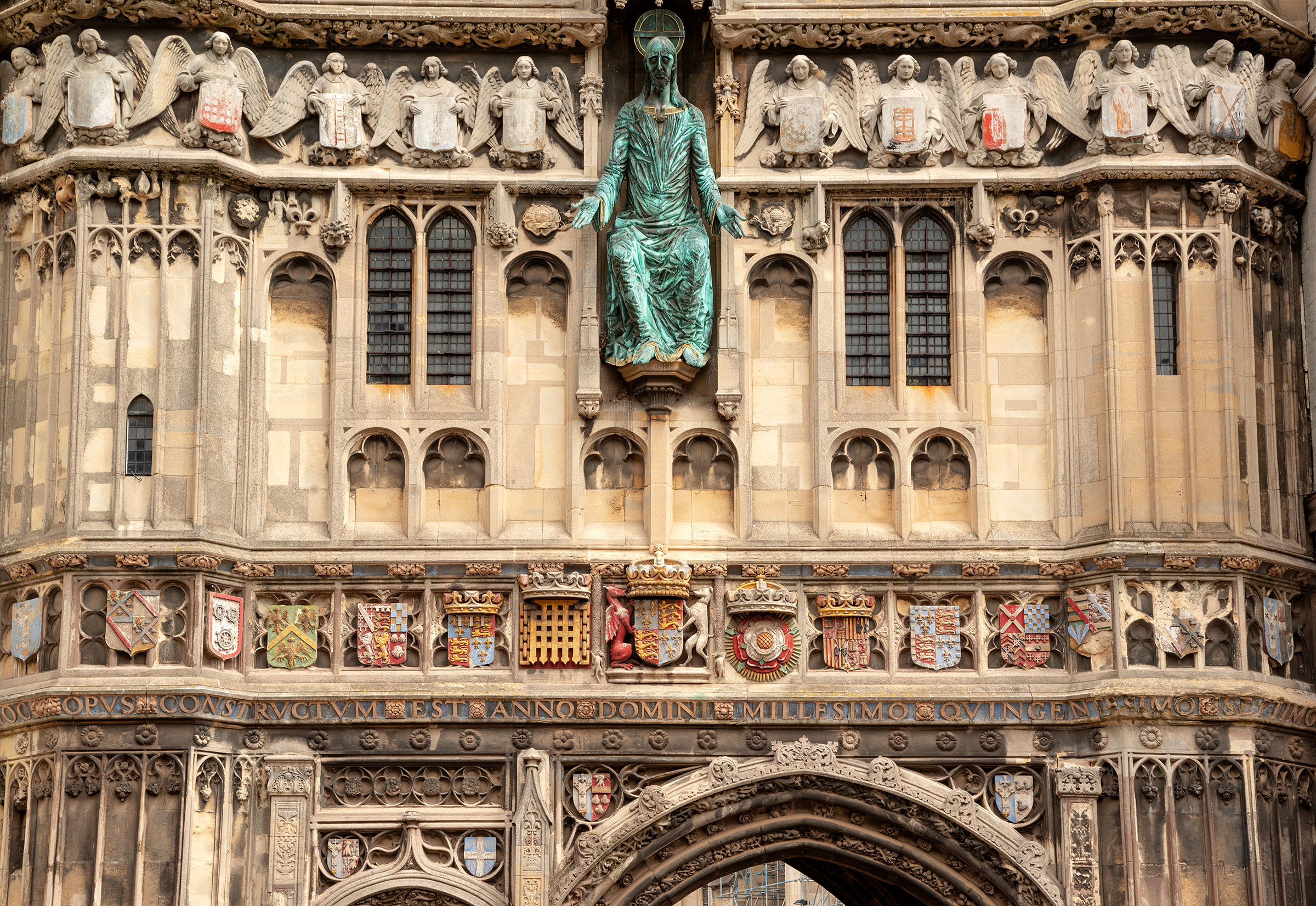
Христовы врата с новой (1990) статуей. Оригинальная утрачена в 1643 году

Оригинальные башни Христовых врат разобраны в 1803 и воссозданы в 1937 году, утраченная при пуританах статуя Христа заменена в 1990 бронзовой авторства Клауса Рингвальда.
Норманнская северо-западная башня, до 1705 года увенчанная шпилем со свинцовой кровлей, окончательно разобрана по ветхости в 1834 году и заменена зеркальной копией юго-западной башни (перпендикулярная готика) по проекту архитектора Томаса Мапилтона, после чего храм стал выглядеть более симметричным. Ныне башня называется Арундельской. После этого никаких существенных переделок здание не претерпевало.
В сентябре 1872 немалая часть кровли капеллы Троицы была уничтожена пожаром, но ни каменные своды, ни интерьеры не пострадали, и ущерб был скоро восполнен.
В бомбардировках Второй мировой войны разрушено здание библиотеки, но сама церковь не пострадала, зажигательные бомбы, падавшие на неё, быстро тушили.
В 1986 году в северном трансепте на месте гибели Томаса Бекета установлен Алтарь Мученичества, первый вновь освящённый в соборе алтарь за 448 лет. На стене у алтаря висит композиция из креста и двух окровавленных мечей. Каменная доска с надписью отмечает визит в Соединённое Королевство папы Иоанна Павла II в 1982 году.

## Современное состояние
Обследования проводятся раз в пять лет, одно из них показало, что сочетание векового воздействия стихий, последствий загрязнения воздуха, и интенсивной эксплуатации здания нанесли ему серьёзный ущерб, и некоторые работы следует начать безотлагательно.
Крупнейшей проблемой является состояние крыши. Если деревянные балки в большинстве своём находятся в хорошем состоянии, то свинцовая кровля требует замены. Вдобавок, бетонные гнёзда для стропильных ног необходимо заменить деревянными башмаками по оригинальной технологии.
Не менее важно законсервировать каменную кладку из канского известняка, особенно по северному фасаду. Произведены детальные исследования с целью определить камни, которые требуют замены, также применяются специальные технологии для очистки здания от продуктов химической коррозии камня и грязи. В интерьере первоочередного внимания требуют своды капеллы Троицы, сокровищница (в которой, помимо прочего, занимается соборный хор) и несколько других капелл.
Самые древние витражи в соборе восходят к XII веку, самые новые — 1957 года изготовления (в юго-восточной стене трансепта). Многие из них уже законсервированы и отреставрированы группой под руководством Леони Селиджер, но им предстоит ещё много работы, из которой надо отметить Око — круглое окно в юго-восточной стене трансепта, датируемое концом XII века.
Осенью 2008 года произведена замена свинцовой кровли трансепта, вылившаяся в сумму около полумиллиона фунтов. В 2018 заменён свинец на нефе. На 2016—2021 годы имеется пятилетний план реставрационных работ. Этот проект будет стоить около £25 миллионов; финансирование его включает грант на £13,8 миллионов, £10,9 миллионов специального трастового фонта и £250 000 от общества Друзей Собора.

## Музыка
В соборе установлен четырёхмануальный орган, камеры которого располагаются в южном и северном боковых нефах хора и в главном нефе. Орган построен в 1886 году фирмой «Henry Willis» и в середине XX века ею же отреставрирован. Перестройка 1978 года оставила три мануала и выполнена «N. P. Mander». К февралю 2020 орган был вновь отреставрирован фирмой «Harrison and Harrison» и значительно увеличен, в том числе вернулся четвёртый мануал.
Хоры в соборе существуют уже четырнадцать веков непрерывно. В хоре 25 мальчиков от восьми до тринадцати лет и 12 взрослых певцов. Мальчики занимаются в школе св. Эдмунда. В неделю проходит несколько служб в сопровождении хора, в том числе вечерня по будням в 5:30, причём в четверг поют только мальчики, а в среду — только взрослые хористы. По субботам и воскресеньям вечерню служат в 3:15, а по воскресеньям происходит служба с причастием в 11 утра. Дополнительные службы проводятся в течение года, особенно на Рождество, Пасху и Пятидесятницу (Троицын день).
Женский хор собора основан в 2014 году, первая вечерня (в январе 2014) в его сопровождении собрала более 600 слушателей и получила широкое освещение в прессе. В декабре того же года хор дал первый концерт. Обычно с женским хором вечерню служат дважды в месяц, часто с ним поёт и мужской хор. В хоре поют девушки от 12 до 18 лет из местных школ.

## Колокола

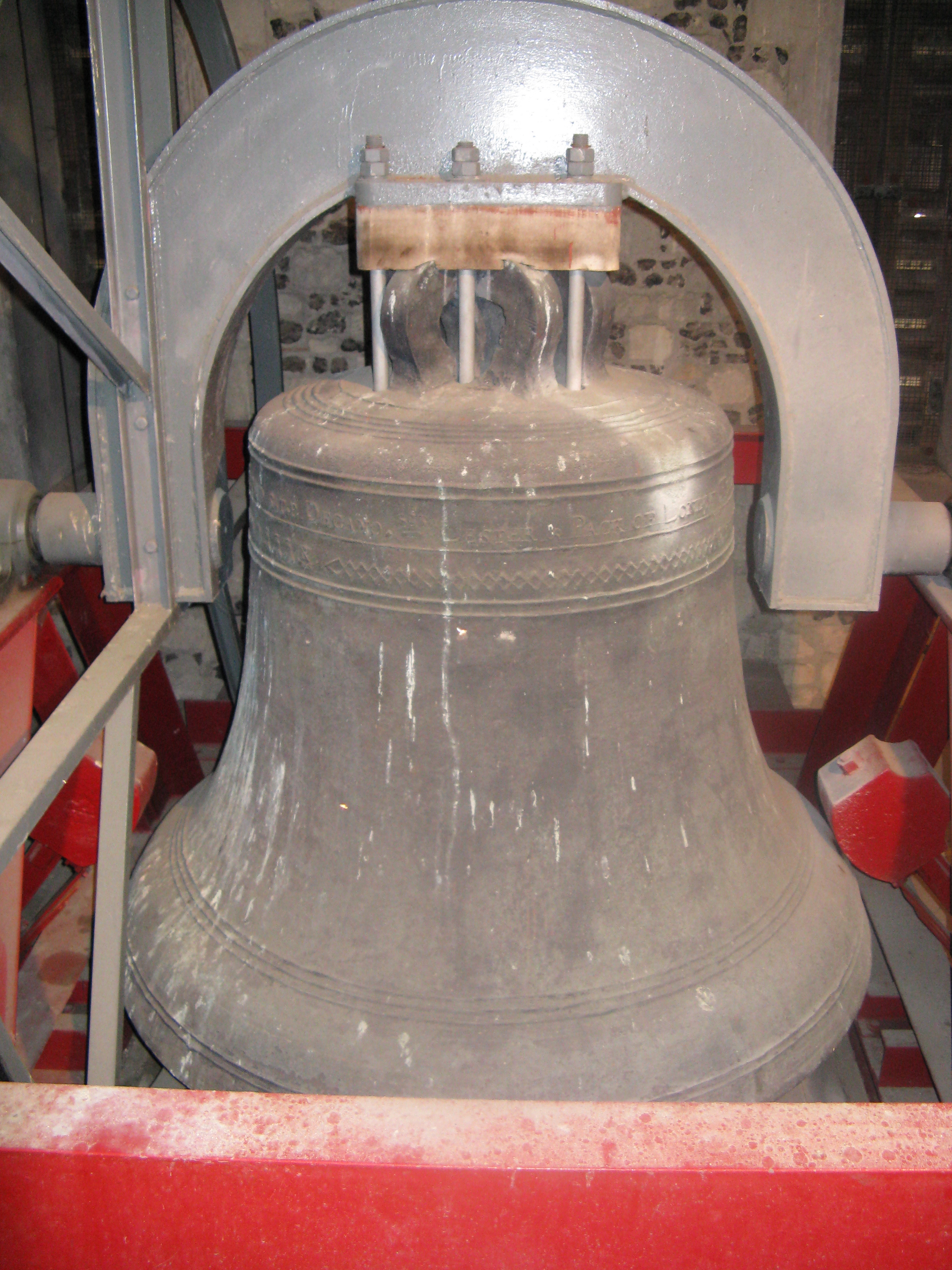
Большой Дунстан.

В трёх башнях собора висит 21 колокол:
Юго-западная башня (Оксфордская) содержит главную звонницу. В ней 14 голосов, из них два — в полутонах, что позволяет пользоваться набором из 10, 8 или 6 колоколов, составляющих разные диатонические гаммы. Все колокола отлиты в 1981 году на «Whitechapel Bell Foundry» из семи старых колоколов с прибавлением нового металла и заново подвешены. Одновременно с этим пол звонницы понижен до уровня замков свода южного бокового нефа, чтобы подвесить колокола ниже и снизить нагрузку на башню. Самый большой колокол этого набора весит 1,767 тонны. Звонари занимаются по четвергам в четверть восьмого вечера.
В Северо-западной башне (Арундельской) расположены куранты. Пять колоколов, отбивающих четверти, взяты из старой 12-голосной звонницы Оксфордской башни. Целые часы отбивает Большой Дунстан, самый большой колокол в Кенте, весом 3,18 тонны, который также звучит по понедельникам утром.
В 1316 году при приоре Генрихе из Истри собору обзавёлся самым большим колоколом весом 3,63 тонны, посвящённым святому Фоме, в 1343 при приоре Хатбранде приобретены «Иисус» и «св. Дунстан». При этом колокола были заново подвешены, и в записи об этом названы имена «Иисус», «Дунстан», «Мария», «Крандейл», «Эльфе» и «Фома». В землетрясении 1382 года колокольня обрушилась, и первые три колокола из этого списка разбились. После реконструкции к трём уцелевшим колоколам добавились ещё два, о которых ничего не известно.
Старейший колокол собора, «Гарри», отлитый в 1635 году (весом приблизительно 400 кг), висит на вершине центральной башни. В него бьют ежедневно в 8 утра и 9 вечера, при открытии и закрытии собора, и иногда на службах им пользуются в качестве Санктуса.
В соборе также хранится судовой колокол HMS Canterbury (1915), лёгкого крейсера времён Первой мировой войны.

## Библиотека

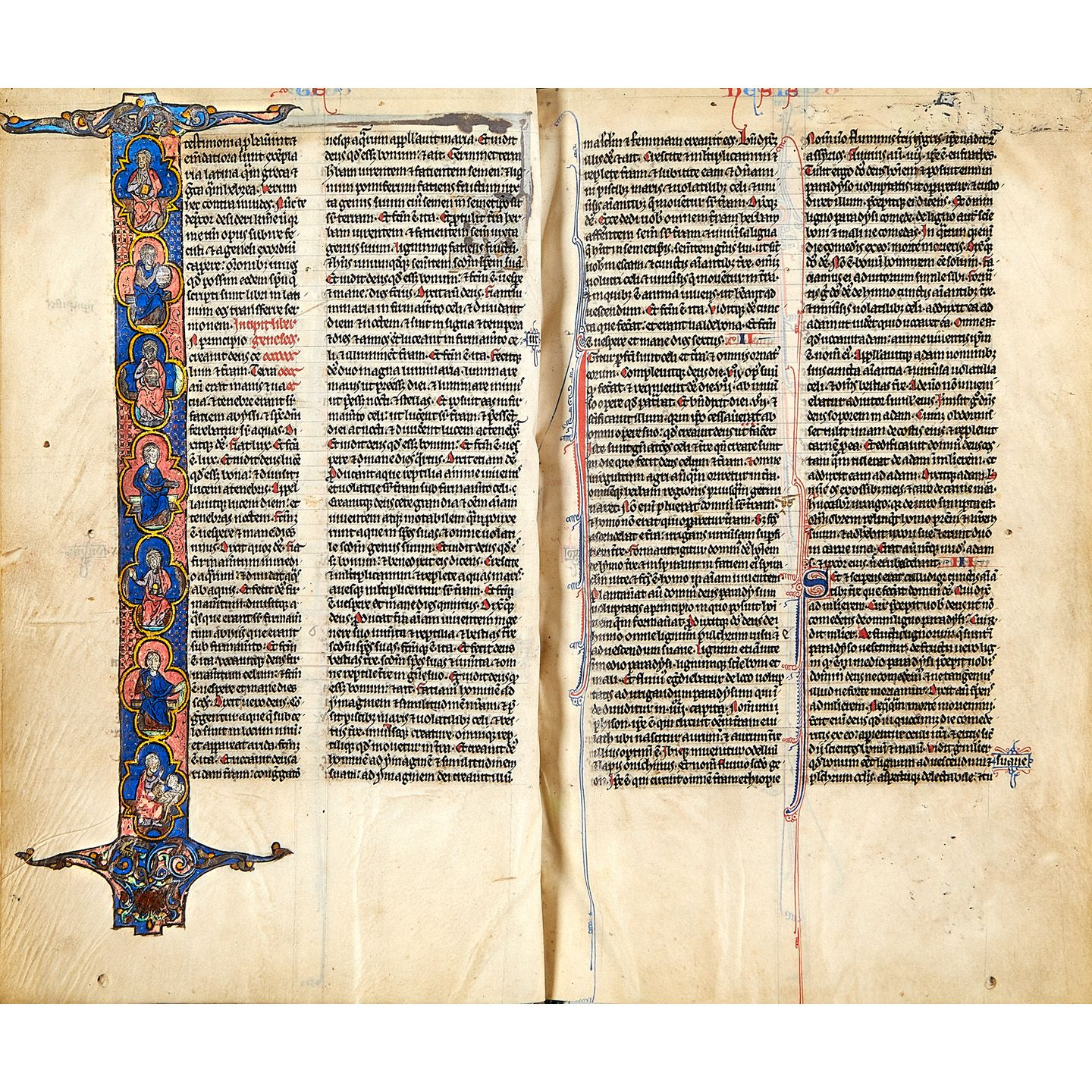
Разворот лигфилдовой библии

Библиотека собора содержит около 30 тыс. томов старше XX века и 20 тыс. более поздних. Старинные книги получены в дар. В библиотеке богатое собрание книг по истории церкви, теологии, истории Британии вообще и Кентербери в частности, путешествиям, медицине, науке и аболиционистскому движению. Каталог библиотеки является частью онлайн-каталога Кентского университета.
В июле 2018 собор выкупил на аукционе за £100,000 средневековую карманную «лигфилдову» библию, которая некогда входила в библиотеку собора, но была утрачена в годы реформации при разграблении церкви.